# Apple III
Apple III (также упоминается как Apple ///) — это персональный компьютер для бизнеса, произведенный Apple Computer и выпущенный в 1980 году. Работая под управлением операционной системы Apple SOS, он был задуман как преемник серии Apple II, но в значительной степени считался провалом на рынке. Он был разработан, чтобы предоставить бизнес-пользователям ключевые функции, которые нужны бизнес-пользователям в персональном компьютере: полноразмерная клавиатура с поддержкой прописных и строчных букв (Apple II того времени поддерживали только прописные буквы) и 80-колоночный дисплей.
Работа над Apple III началась в конце 1978 года под руководством доктора Венделла Сандера. У него было внутреннее кодовое имя «Sara», названное в честь дочери Сандера. Система была анонсирована 19 мая 1980 года и выпущена в конце ноября того же года. Серьезные проблемы со стабильностью потребовали капитального ремонта конструкции и отзыва первых 14 000 выпущенных машин. Apple III был официально повторно представлен 9 ноября 1981 года.
Однако ущерб репутации компьютера уже был нанесен, и он не имел коммерческого успеха. Разработка остановилась, и 24 апреля 1984 года производство Apple III было прекращено. Его последний преемник, III Plus, был исключен из линейки продуктов Apple в сентябре 1985 года.
Было продано примерно 65 000–75 000 компьютеров Apple III. Apple III Plus довел это число примерно до 120 000. Соучредитель Apple Стив Возняк заявил, что основная причина провала Apple III заключалась в том, что система была разработана отделом маркетинга Apple, в отличие от предыдущих инженерных проектов Apple. Провал Apple III заставил Apple пересмотреть свой план по поэтапному отказу от Apple II, что в конечном итоге привело к продолжению разработки старой машины. В результате более поздние модели Apple II включали в себя некоторые аппаратные и программные технологии Apple III.

## История
При разработке Apple III впервые первостепенное значение имели маркетинговые задачи. Работа над этой моделью началась в конце 1978 года под непосредственным руководством Уэнделла Сандера, так как Стив Возняк курировал направление Apple II, разрабатывая различные его модификации, и не считал нужным проектировать что-то иное, поскольку идеальный компьютер, по его мнению, уже был создан. Apple III фактически должен был явиться громкой новинкой от Apple, о его технических составляющих мало заботились. Проект являлся кардинальной переработкой компьютера Возняка, ориентированной на бизнес, а Apple II предполагалась как младшая модель и любительский компьютер для дома. Маркетологи выяснили, что бизнесмены, приобретая Apple II для работы, как правило, докупали к компьютеру две дополнительные платы расширений, позволявшие работать с масштабными таблицами. Было решено поставлять всё в одном корпусе. При этом габариты и форма корпуса были строго ограничены лично Стивом Джобсом, не разрешалось и устанавливать вентиляторы — проблема теплоотвода решалась за счет тяжёлого алюминиевого корпуса. Так как Джобс в это время занимал должность вице-президента компании по научным исследованиям и разработкам, его требования выполнялись независимо от их обоснованности. Чтобы не потерять поклонников Apple II, было решено оставить возможность загрузки и в старом режиме. По сути, это были два разных компьютера в одном корпусе, но ОС для Apple III была разработана заново и программы для Apple II для неё не подходили.
Машина была анонсирована и выпущена 19 мая 1980 года, выпуск сопровождался большой рекламной кампанией. С выходом на рынок Apple III все работы по Apple II были прекращены, а ресурсы компании переброшены на новый проект. Правда вскоре выяснилось, что Apple III работает нестабильно: постоянно выходит из строя из-за перегрева ввиду чрезмерной плотности компонентов на монтажной плате и плохих коннекторов. Кроме того, на рынке практически не было качественных программ для Apple III. В Apple II полноценно использовать компьютер также было нельзя, поскольку разработчики заблокировали подключение дополнительных внешних плат. ПК удалось доработать, повысив стабильность работы, но репутация нового проекта уже была безнадёжно испорчена. В 1983 году компьютеры IBM PC вышли на первое место по объёмам продаж, оставив позади продукцию Apple, а ещё через год Apple III была полностью снята с производства:

Apple III был похож на ребёнка, зачатого во время группового секса: как и следовало ожидать, получился ублюдок, а когда начались проблемы, все заявили, что они тут ни при чём.
Оригинальный текст (англ.)The Apple III was kind of like a baby conceived during a group orgy, and later everybody had this bad headache, and there’s this bastard child, and everyone says, ‘It’s not mine.’
— Рэнди Уиггинтон
В отчётных документах Apple начала 1980-х годов не указывалось, что компанию по-прежнему поддерживают продажи Apple II, и казалось, что Apple III неплохо продаётся, однако аналитики утверждали, что это был полный провал.

## Прием
Мы, вероятно, вложили 100 миллионов долларов в рекламу, продвижение, исследования и разработки в продукт, который приносил 3 процента наших доходов. За это же время подумайте, что мы могли бы сделать, чтобы улучшить Apple II, или сколько Apple могла бы сделать, чтобы предоставить нам продукты на рынке IBM.

— Стив Возняк, 1985 год
Несмотря на то, что большая часть своих исследований и разработок была посвящена Apple III и настолько игнорировала II, что какое-то время дилеры испытывали трудности с получением последнего, технические проблемы III затрудняли маркетинг компьютера. Эд Смит, который после разработки APF Imagination Machine работал представителем дистрибьютора, назвал III «полной катастрофой». Он напомнил, что «отвечал за посещение каждого дилерского центра, установку Apple III в их выставочном зале, а затем объяснял им функции Apple III, которые во многих случаях на самом деле не работали».

## Продажи
Полман сообщил, что к концу 1981 года Apple продавала всего 500 устройств в месяц, в основном в качестве замены. В конечном итоге компания смогла увеличить ежемесячные продажи до 5000, но успешный запуск IBM PC побудил разработчиков программного обеспечения вместо этого разрабатывать для него, что побудило Apple сместить акцент на Apple Lisa и Macintosh. ПК почти прекратил продажи Apple III, наиболее близкой модели компьютера Apple. К началу 1984 года продажи были в основном существующим владельцам III, самой Apple - ее 4500 сотрудников были оснащены примерно 3000-4500 устройствами - и некоторым малым предприятиям. Apple окончательно прекратила выпуск серии Apple III 24 апреля 1984 года, через четыре месяца после представления III Plus, после продажи всего 65 000–75 000 единиц и замены 14 000 неисправных единиц.
Джобс сказал, что компания потеряла «бесконечные, неисчислимые суммы» денег на Apple III. Возняк подсчитал, что Apple потратила 100 миллионов долларов на III вместо того, чтобы улучшать II и лучше конкурировать с IBM. Полман утверждал, что в Apple существует «стигма», связанная с вкладом в создание компьютера. Сообщается, что большинство сотрудников, работавших над III, покинули Apple.